# Porto de Vacas
Porto de Vacas é uma aldeia da freguesia de Janeiro de Baixo, município de Pampilhosa da Serra e distrito de Coimbra. É banhada pelo rio Zêzere.
Até ao século XVIII a grafia era Porto de Vaquas. Pertence desde 24 de outubro de 1855 ao concelho de Pampilhosa da Serra.
A Capela de Porto de Vacas, apesar de não ser muito espaçosa, tem aspeto imponente, possuindo uma torre sineira acoplada, assente em 3 arcos, protegendo a porta principal. A aldeia possui ainda duas alminhas e um cemitério.
A coletividade mais importante da aldeia é a Comissão de Melhoramentos de Porto das Vacas.